# Randźana

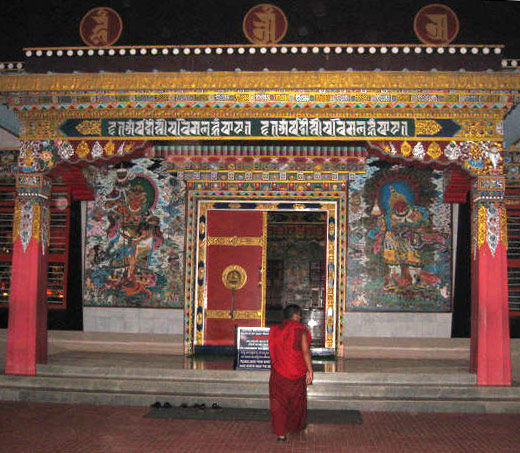
Napis w piśmie randźana na świątyni tybetańskiej

Randźana, lantsa – alfabet sylabiczny wywodzący się ze starożytnego indyjskiego pisma brahmi, używany tradycyjnie do zapisywania języka newari w Nepalu, niekiedy także sanskrytu.  Obecnie język newari stosuje pismo dewanagari, randźana wyszła z użycia w połowie XX w., lecz dokonuje się wysiłków w Nepalu, by zachować znajomość tego alfabetu. Jest używane raczej jako pismo ozdobne, w napisach, szyldach, do zapisywania mantr itd.

## Alfabet
| a अ | i इ | u उ | e ए  | o ओ  | ṛ ऋ | ḷ ऌ |
| ā आ | ī ई | ū ऊ | ai ऐ | au औ | ṝ ॠ | ḹ ॡ |

| aṃ अं | aḥ अः |

| k क | kh ख | g ग | gh घ | ṅ ङ |
| c च | ch छ | j ज | jh झ | ñ ञ |
| ṭ ट | ṭh ठ | ḍ ड | ḍh ढ | ṇ ण |
| t त | th थ | d द | dh ध | n न |
| p प | ph फ | b ब | bh भ | m म |
| y य | r र  | l ल | v व  |     |
| ś श | ṣ ष  | s स | h ह  |     |

| kṣ क्ष | tr त्र | jñ ज्ञ |

## Liczebniki
| 0 ० | 1 १ | 2 २ | 3 ३ | 4 ४ | 5 ५ | 6 ६ | 7 ७ | 8 ८ | 9 ९ |